# Amyloxenasma grisellum
Amyloxenasma grisellum är en svampart som först beskrevs av Hubert Bourdot, och fick sitt nu gällande namn av Hjortstam & Ryvarden 2005. Amyloxenasma grisellum ingår i släktet Amyloxenasma och familjen Amylocorticiaceae.   Inga underarter finns listade i Catalogue of Life.